# 殘存國家
殘存國家（英語：rump state）是一個政治學名詞，指的是一個原先的國家遭受入侵、軍事佔領、革命等因素造成政府機構被部分顛覆，因而國家分裂并只擁有部份國土的政治實體:1。原本的國家或政府失去對大部分領土的控制及管轄能力，因此政府機能嚴重萎縮，它的國家政府組織與主權只能在這個小區域中運作。殘存國家近似於已丢失全境的流亡政府，但自認為是正統政权并宣稱擁有全部國土的合法權利，並認為有一天將會重新控制所有的國土。在国际上，因為國力不強，只得到部份國家的承認，在國際外交上受到很大限制。它與流亡政府主要的不同，殘存國家仍然控制自己國土的某一個部分，流亡政府則已喪失了全部國土的控制權，在外國政府的領土中運作。

## 別稱
中文譯名較多，且無統一的官方名稱，常用的有殘餘國家、殘存政府、偏安政府、留存政府、邊陲遺留、前政權殘餘等。